# Tomas Köhler
Tomas Krister Köhler, född Thomas Krister Köhler 1967 i Umeå, är en svensk skådespelare.

## Biografi
Köhler växte upp i Umeå. På gymnasiet läste han samhällsvetenskaplig linje med teatertillval. Därefter gick han två-årig estetisk-praktisk linje på ett gymnasium i Örebro. Köhler sökte också till scenskolan men blev inte antagen och arbetade därför som biljettförsäljare på SJ i Örebro i fem år. Efter att ha deltagit i en amatöruppsättning av Shakespeares Macbeth sökte han till Teaterhögskolan i Malmö och blev antagen. Köhler gick ut Teaterhögskolan 1997, och medverkade direkt efteråt i Leif Magnussons Kvinnan i det låsta rummet

Köhlers första stora filmroll blev huvudrollen i Tjocktjuven, en roll om vilken en recensent skrev: "Köhler, med sitt leende, för att citera Vanna Rosenbergs polis och Harrys nya kärlek, hör definitivt till de svenska skådespelare man vill se mer av."
Köhler jobbar som teaterlärare vid Musikalakademien i Umeå.

## Teater

### Roller (ej komplett)
| År   | Roll                  | Produktion                           | Regi                  | Teater                |
| ---- | --------------------- | ------------------------------------ | --------------------- | --------------------- |
| 1995 |                       | Hamlet William Shakespeare           | Staffan Valdemar Holm | Malmö stadsteater     |
| 1998 |                       | Lycko-Pers resa August Strindberg    | Itamar Kubovy         | Fria Teatern          |
| 1998 |                       | Tre systrar Anton Tjechov            | Peter Oskarsson       | Göteborgs stadsteater |
| 1999 |                       | Och sanden ropar Henning Mankell     | Peter Oskarsson       | Orionteatern          |
| 2021 | Johan Sanfrid Elmblad | Musikanternas uttåg Per Olov Enquist | Bobo Lundén           | Västerbottensteatern  |

## Filmografi
- 1998 – Kvinnan i det låsta rummet (TV-serie)
- 1999 – S:t Mikael (TV-serie)
- 2001 – Villospår
- 2004 – Graven
- 2006 – Beck – Flickan i jordkällaren
- 2006 – Tjocktjuven
- 2008 – Oskyldigt dömd (TV-serie)
- 2009 – Män som hatar kvinnor
- 2009 – Wallander – Kuriren
- 2009 – Flickan som lekte med elden
- 2009 – Luftslottet som sprängdes
- 2011 – Det lömska nätet
- 2011 – Anno 1790 (TV-serie)
- 2012 – Äkta människor (TV-serie)
- 2012 – Odjuret